# Iris Goerke-Berzau
Iris Goerke-Berzau (* 30. Juni 1957 als Iris Goerke) ist eine deutsche Juristin. Sie ist Vorsitzende Richterin am Oberlandesgericht Naumburg. Im Jahr 2014 wurde sie zur Richterin am Landesverfassungsgericht Sachsen-Anhalt gewählt.

## Beruflicher Werdegang
Iris Goerke-Berzau ist seit 1985 Richterin. Anfangs war sie im Bezirk des Oberlandesgerichts Oldenburg in Niedersachsen tätig. Im Sommer 1991 wechselte sie nach Sachsen-Anhalt. Zunächst wurde sie am ehemaligen Bezirksgericht Magdeburg mit Schwerpunkt Verwaltungstätigkeit beim Aufbaustab des  Oberlandesgerichts eingesetzt. Seit März 1992 arbeitet sie in Naumburg. 2002 wurde sie Vorsitzende Richterin am Oberlandesgericht Naumburg und 2005 Vorsitzende Richterin des 3. Zivilsenates, zugleich 1. Familiensenat.
Iris Goerke-Berzau ist Mitglied im Justizprüfungsamt des Landes Sachsen-Anhalt und des Expertenrates Allianz für Kinder. Diesen hatte die Gesundheits- und Sozialministerin Gerlinde Kuppe im Dezember 2006 gegen Kindesvernachlässigung in Sachsen-Anhalt ins Leben gerufen.
Iris Goerke-Berzau leitet auch Seminare für die Fortbildung von Anwälten.
Am 14. November 2014 wählte der Landtag von Sachsen-Anhalt sie zum stellvertretenden Mitglied des Landesverfassungsgerichts Sachsen-Anhalt. Die Vereidigung erfolgte am 29. Januar 2015.

## Ämter und Mitgliedschaften
- Mitglied im Beirat des Trägervereins der Evangelischen Domschule St. Martin in Naumburg, des Evangelischen Schulprojekts Burgenlandkreis e.V.[6]

## Engagement
Die Juristin engagiert sich für Kinder und Jugendliche. Sie war 6 Jahre Vorsitzende des Schulelternrats der Salztorschule in Naumburg, 4 Jahre Vorsitzende des Stadtelternrats und 6 Jahren Vorsitzende des Elternbeirats der CJD Christophorusschule Droyßig.

## Publikationen (Auswahl)
Iris Goerke-Berzau ist Mitautorin der wissenschaftlichen Fachzeitschrift FamRZ.
- Das Bezirksgericht lag da wie nach einer Zerbombung.  In: Gunnar Hinck: Eliten in Ostdeutschland: warum den Managern der Aufbruch nicht gelingt. Christoph-Links-Verlag, Berlin 2007, ISBN 9783861534266, S. 181–188

## Privatleben
Iris Goerke-Berzau ist mindestens seit September 2019 mit Wolfgang Berzau verheiratet.